# سان هولو
ساندر فان ديجك (Sander Van Dijck) و يعرف في الوسط الفني باسم سان هولو (San Holo)هو دي جي و منتج موسيقى من مواليد 26 نوفمبر 1990.

## روابط خارجية
- سان هولو على موقع ميوزك برينز (الإنجليزية)
- سان هولو على موقع أول ميوزيك (الإنجليزية)
- سان هولو على موقع ديسكوغز (الإنجليزية)